# Oiwake
Oiwake (追分町?, Oiwake-chō) era una cittadina giapponese nel Distretto di Yūfutsu, Sottoprefettura di Iburi, Hokkaidō, Giappone.
Nel marzo 2006 Oiwake venne unita con Hayakita (situata nel Distretto di Yūfutsu) per formare la nuova cittadina di Abira.
Nel 2005, la cittadina aveva una stima di 3.981 abitanti e una densità di 48.24 abitanti per km². La superficie totale era di 82.52 km².